# Croix de chemin du Moulin des Pierres
La croix de chemin du Moulin des Pierres est un monument historique situé à Geispolsheim, dans le département français du Bas-Rhin.

## Localisation
Ce bâtiment est situé route des Romains à Geispolsheim.

## Historique
L'édifice fait l'objet d'une inscription au titre des monuments historiques depuis 2007.